# In God's Hands
In God's Hands è una canzone pop scritta e prodotta da Nelly Furtado e Rick Nowels, per il terzo album della Furtado, Loose.
La canzone parla della separazione della Furtado dal suo compagno Jasper Gahunia.

## Pubblicazione
Esistono due diverse versioni della canzone, la album version e la versione Uk radio mix, che contiene suoni aggiuntivi.
Esiste anche una versione in spagnolo della canzone, intitolata "En Las Manos De Dios", contenuta nella Loose (Limited Summer Edition) uscita in Germania nel luglio 2007.

## Formats and track listings
German promo CD single
1. "In God's Hands"
2. "In God's Hands" (live)

Canadian/German CD single
1. "In God's Hands" (album version)
2. "In God's Hands" (live)
3. "I'm Like a Bird" (live)
4. "In God's Hands" (video)

## Classifiche
| Classifica (2007) | Posizione più alta |
| ----------------- | ------------------ |
| Austria           | 53                 |
| Belgio (Fiandre)  | 59                 |
| Belgio (Vallonia) | 72                 |
| Canada            | 11                 |
| Germania          | 33                 |
| Italia            | 20                 |
| Paesi Bassi       | 33                 |
| Polonia           | 1                  |
| Svezia            | 58                 |

En las manos de dios
| Classifica (2008) | Posizione massima |
| ----------------- | ----------------- |
| Cile              | 3                 |